# Erythmelus kantii
Erythmelus kantii är en stekelart som först beskrevs av Girault 1912.  Erythmelus kantii ingår i släktet Erythmelus och familjen dvärgsteklar. Inga underarter finns listade i Catalogue of Life.